# Subtle
HMS Subtle (Kennung: P251) war ein U-Boot der britischen Royal Navy im Zweiten Weltkrieg und danach.

## Geschichte
Die Subtle (engl.: subtil, scharfsinnig) war ein Boot des vierten Bauloses der britischen S-Klasse. Dieses Baulos wird auch als Subtle-Klasse bezeichnet.
Das U-Boot wurde am 1. Februar 1943 bei Cammell, Laird & Company im nordwestenglischen Birkenhead aufgelegt, lief am 27. Januar 1944 vom Stapel und wurde von der Royal Navy am 16. April 1944 in Dienst gestellt. Obwohl das U-Boot zum vierten Baulos zählte, trug es, wie bei den Booten des dritten Bauloses üblich, ein zusätzliches externes Hecktorpedorohr.
Die Royal Navy setzte das U-Boot unter dem Kommando von Lt. B. J. B. Andrew im Pazifikkrieg ein.
Am 12. Dezember 1944 versenkte die Subtle in der Malakkastraße drei japanische Segelschiffe mit dem Deckgeschütz.
Am 7. Februar 1945 versenkte sie östlich der Nikobaren bei 7° 28′ N, 94° 56′ O ein japanisches Küstenmotorschiff.
Am 14. und 21. März 1945 wurden in der Malakkastraße insgesamt drei japanische Segelschiffe mit dem Bordgeschütz versenkt.
Am 9. Mai 1945 verließen der japanische schwere Kreuzer Haguro und der Zerstörer Kamikaze Singapur, um Truppen auf den Andamanen mit Nachschub zu versorgen. Schon am 10. Mai wurde der Verband von Subtle und Statesman aufgeklärt. Infolge der frühen Entdeckung stellte die Royal Navy kurzfristig in Trincomalee (Ceylon) einen Einsatzverband aus zwei Schlachtschiffen, einem Schweren Kreuzer, zwei Leichten Kreuzern, vier Geleitträgern und acht Zerstörern auf. Die Haguro wurde am 16. Mai von den weit überlegenen Kräften versenkt. Die Kamikaze konnte sich absetzen.
Die Subtle wurde im Juni 1958 zur Verschrottung verkauft und im Juli 1959 in Charlestown-on-Forth abgewrackt.